# Шикли
Шикли (итал. Scicli) је насеље у Италији у округу Рагуза, региону Сицилија.
Према процени из 2011. у насељу је живело 16109 становника. Насеље се налази на надморској висини од 116 м.

## Становништво
Према резултатима пописа становништва 2011. у општини је живело 25.922 становника.
| 1931.  | 1936.  | 1951.  | 1961.  | 1971.  | 1981.  | 1991.  | 2001.  | 2011.  |
| ------ | ------ | ------ | ------ | ------ | ------ | ------ | ------ | ------ |
| 22.291 | 21.827 | 22.988 | 23.539 | 23.469 | 24.565 | 25.255 | 25.614 | 25.922 |